# Inocybe humilis
Inocybe humilis är en svampart som beskrevs av J. Favre 1960. Inocybe humilis ingår i släktet Inocybe och familjen Inocybaceae.   Inga underarter finns listade i Catalogue of Life.